# Chelypus
Chelypus es un género de arácnido  del orden Solifugae de la familia Hexisopodidae.

## Especies
Las especies de este género son:
- Chelypus barberi Purcell, 1902
- Chelypus eberlanzi Roewer, 1941
- Chelypus hirsti Hewitt, 1915
- Chelypus lawrencei Wharton, 1981
- Chelypus lennoxae Hewitt, 1912
- Chelypus macroceras (Roewer, 1933)
- Chelypus macronyx Hewitt 1919
- Chelypus shortridgei Hewitt, 1931
- Chelypus wuehlischi Purcell, 1902